# Lydia Hunter
Lydia Hunter ist eine US-amerikanische Schauspielerin, Filmproduzentin, Filmregisseurin und Drehbuchautorin.

## Leben
Hunter tritt seit 2015 als Filmschauspielerin in Erscheinung. So debütierte sie in diesem Jahr im Kurzfilm Obitchuary und dem Spielfilm The Book of Truth als Schauspielerin. 2017 spielte sie in einer Episode der Fernsehserie Super(fluous) sowie in den Kurzfilmen Room 909 oder Out of Touch mit. Es folgten anschließend mehrere Besetzungen in verschiedenen Kurzfilmproduktionen. Sie war 2022 als Erzählerin in der Netflix-Produktion Live Bridgerton Experience zu hören. 2022 stellte sie die Rolle der US-amerikanischen Wissenschaftlerin Josie im Mockbuster Shark Side of the Moon dar.
Hunter tritt außerdem als Kurzfilmschaffende in Erscheinung, in denen sie Tätigkeiten als Filmproduzentin, Filmregisseurin und Drehbuchautorin übernimmt. 2020 produzierte sie die Kurzfilme Love's Labours Lost, der am 1. Januar 2020 auf dem Independent Short Awards gezeigt wurde, sowie From the Clear Blue Sky, der am 8. Februar 2020 auf dem New Filmmakers LA gezeigt wurde.

## Filmografie (Auswahl)

### Schauspiel
- 2015: Obitchuary (Kurzfilm)
- 2015: The Book of Truth
- 2017: Super(fluous) (Fernsehserie, Episode 1x05)
- 2017: Room 909 (Kurzfilm)
- 2017: Out of Touch (Kurzfilm)
- 2018: Eradication (Kurzfilm)
- 2018: Suck It (Kurzfilm)
- 2018: California Sundaze (Kurzfilm)
- 2019: The Deck (Kurzfilm)
- 2019: Meditation Meltdown (Kurzfilm)
- 2022: Addicted to Fear (Fernsehserie)
- 2022: Shark Side of the Moon

### Produktion
- 2017: Out of Touch (Kurzfilm; Drehbuch, Regie)
- 2019: The Deck (Kurzfilm; Drehbuch)
- 2020: Love's Labours Lost (Kurzfilm)
- 2020: From the Clear Blue Sky (Kurzfilm)